# Аспасия
Аспа́сия или Аспа́зия (др.-греч. Ἀσπασία, дословно «ласковая»; родилась около 470 года до н. э., Милет — умерла, по одной из версий, после 400 года до н. э.) — древнегреческая гетера, возлюбленная Перикла, с которой связывают становление Афин как культурного центра Эллады.
О раннем периоде жизни Аспасии почти ничего не известно. Аспасия родилась около 470 года до н. э. в Милете в аристократической семье, стала гетерой, примерно в 440-х годах до н. э. переехала в Афины, где сблизилась с влиятельным политиком Периклом. До смерти последнего в 429 году до н. э. она была его спутницей (историки пишут о подобии брака, близком к конкубинату). Не позже 440 года до н. э. Аспасия родила сына — Перикла Младшего, который впоследствии благодаря влиянию отца получил афинское гражданство. Мнения античных авторов и современных исследователей о природе отношений между Периклом и Аспасией разделились: одни говорят о страстной любви (это мнение большинства), другие — о расчёте и о том, что Аспасия была нужна Периклу в первую очередь как политический советник. Афиняне приписывали гетере большое влияние и считали её ответственной за многие решения Перикла: звучали даже обвинения в том, что из-за Аспасии были развязаны Самосская и Пелопоннесская войны. После смерти Перикла Аспасия стала женой незнатного политика Лисикла, но уже в 428 году до н. э. овдовела. После этого она не упоминается в источниках. Возможно, Аспасия ещё была жива в 400 году до н. э., когда происходит действие диалога Платона «Менексен».
При жизни Перикла Аспасии удалось создать в своём доме светский салон, в котором собирались наиболее известные интеллектуалы Эллады: скульптор Фидий, философы Анаксагор и Сократ, историк Геродот и другие. Благодаря сократической литературе (прежде всего Платону) сформировался образ женщины-мудреца. Существуют мнения, что именно Аспасия впервые использовала метод дискуссии Сократа, что этот философ был её учеником.
Аспасия упоминается в ряде аттических комедий, о ней рассказывает биограф Перикла Плутарх. Образ Аспасии, красивой женщины-интеллектуалки в окружении мужчин, обрёл популярность в эпоху Нового времени (в том числе в связи с распространением идей феминизма). Возлюбленная Перикла стала персонажем ряда произведений художественной литературы, опер и картин.

## Биография
Аспасия родилась в Милете, крупном греческом городе в Ионии на восточном побережье Эгейского моря, в семье местного аристократа Аксиоха. В источниках фигурируют два альтернативных места рождения — Мегара (у Афинея со ссылкой на Гераклида Понтийского ) и Кария (в схолии к Аристиду Милетскому); однако в обоих случаях, по-видимому произошла ошибка. Афиней или Гераклид могли неверно понять данные своих источников, а схолиаст мог спутать возлюбленную Перикла с наложницей Кира Младшего Аспасией Фокейской. Последнюю, согласно изложенной у Плутарха легенде, изначально звали Мильто, но Кир дал ей имя Аспасии, достигшей «известности и славы». Возможно, две женщины носили это имя независимо друг от друга: оно означало «ласковая» и могло быть популярным в среде гетер.
Аспасия появилась на свет не раньше 470 года до н. э. О раннем этапе её жизни неизвестно практически ничего: остаётся неясным, каким образом Аспасия оказалась в Афинах и как познакомилась с Периклом. По одной из гипотез, знакомство состоялось благодаря соотечественнику Аспасии философу и знаменитому градостроителю Гипподаму, который был другом Перикла. Согласно другому предположению, сестра Аспасии (возможно, старшая) стала женой афинского аристократа Алкивиада, жившего в Милете после своего остракизма (благодаря этому браку в ономастиконе Саламиниев могли появиться имена Аксиох и Аспасий). Возвращаясь домой по истечении срока изгнания, Алкивиад мог взять сестру жены с собой.
Начало связи Аспасии с Периклом историки датируют 440-ми годами до н. э. Верхнюю границу помогает определить дата принятого по предложению Перикла закона, согласно которому для получения афинского гражданства нужны были и отец-гражданин, и мать-гражданка (451/450 год до н. э.). Исключение могло быть сделано только для родителей из разных полисов, между которыми существовала эпигамия, но между Афинами и Милетом таких отношений не было; считается, что Перикл не стал бы предлагать такой закон в то время, когда Аспасия уже была его возлюбленной. При определении нижней границы антиковеды основываются на предполагаемой дате рождения Перикла Младшего (самое позднее — 440 год до н. э.) и на сообщении Плутарха о том, что Аспасия стала виновницей Самосской войны, начавшейся в 441/440 году до н. э.
К моменту встречи с Периклом Аспасия была гетерой. Гетеризм возник в Элладе как результат сложного симбиоза религиозных таинств-мистерий и потребностей видных аристократов и политиков в особых формах досуга. По одной версии, гетеры были элитными проститутками, по другой — просто вели свободный и независимый образ жизни. При этом они почитались как жрицы женских богинь (Афродиты, Кибелы или Реи), были вовлечены в проведение религиозных таинств, обладали неприкосновенностью. От других женщин гетеры отличались особыми красотой и умом, в общественных местах они появлялись, как правило, роскошно одетые и на колесницах. Знакомство и общение с ними было престижным, свидетельствовало о высоком социальном статусе мужчины.
Об Аспасии Плутарх пишет, что она, «идя по стопам одной старинной ионянки, некоей Фаргелии, заводила связи с мужчинами только самого высокого ранга». В какой-то момент Аспасия стала возлюбленной Перикла — представителя высшей аристократии, одного из самых влиятельных политиков Афин. О природе этой связи античные авторы и современные исследователи пишут по-разному. Тот же Плутарх приводит, основываясь на разных источниках, два взаимоисключающих тезиса: «очевидно, что привязанность Перикла к Аспасии была основана скорее на страстной любви» и «по некоторым известиям, Перикл пленился ею [Аспасией] как умной женщиной, понимавшей толк в государственных делах». В историографии более распространена «романтическая» версия, подкреплённая данными о том, что Перикл ради Аспасии «прогнал из дома» жену, мать двоих его сыновей. По другой версии развод Перикла с первой женой произошёл по обоюдному согласию. Он даже устроил личную жизнь бывшей супруги выдав замуж за другого. Относительно взаимоотношений Перикла с Аспасией в историографии существует мнение о взаимном расчёте. Это обосновывают тем, что Перикл не пытался добиться гражданства для единственного сына от Аспасии, пока не потерял старших отпрысков, а Аспасия сразу после его смерти стала женой другого. К тому же развод Перикла с первой женой мог иметь политические причины: политик, по-видимому, хотел дистанцироваться от рода Алкмеонидов, к которому принадлежала его супруга.
Перикл и Аспасия жили вместе (об этом сообщает, в частности, Гераклид Понтийский), но отношения между ними вряд ли носили характер официального брака. Обычно историки используют термин др.-греч. παλλακή (наиболее близкий современный аналог — конкубинат). Благодаря своим уму, красоте и образованности Аспасия смогла создать светский салон (в историографии его называют подобием французских салонов XVI—XIX веков). По словам Плутарха, «Сократ иногда ходил к ней со своими знакомыми, и ученики его приводили к ней своих жен, чтобы послушать ее рассуждения… Многие в Афинах искали её общества ради её ораторского таланта». В доме Аспасии встречались наиболее выдающиеся деятели Эллады того времени: кроме Перикла и Сократа, это были трагик Еврипид, историк Геродот, скульптор Фидий, философы Анаксагор, Зенон, Протагор, прорицатель Лампон и другие представители афинской интеллигенции.
Аспасию считали ответственной за многие решения Перикла. Так, последнего обвиняли в том, что он добился объявления войны Самосу в ответ на просьбу своей возлюбленной (Самос тогда воевал с Милетом и одерживал победы). По словам Клеарха из Сол, Перикл и войну со Спартой начал из-за Аспасии. В конце 430-х годов до н. э. многих людей из окружения Перикла привлекли к суду, чтобы бросить на политика тень; в их числе оказалась и Аспасия, которой инкриминировали «нечестие» и содержание притона. В роли обвинителя выступил комедиограф Гермипп, а защитником-простатом стал сам Перикл (женщина, ещё и не обладавшая гражданскими правами, не могла выступать в афинском суде). По свидетельству Плутарха, который ссылается на Эсхина из Сфетта, Перикл «вымолил ей [Аспасии] пощаду, очень много слёз пролив за неё во время разбирательства дела». Афиней со ссылкой на Антисфена пишет, что, защищая свою возлюбленную, Перикл «пролил больше слёз, чем тогда, когда опасность угрожала его собственной жизни и имуществу». Впрочем, историки не исключают, что вся эта история — позднеантичная выдумка. Согласно ещё одной гипотезе, данные о реальном процессе могли смешаться с обвинениями в адрес Аспасии, высказанными в комедиях (в частности, в пьесах Гермиппа).
После смерти Перикла в 429 году до н. э. Аспасия вышла замуж за Лисикла. Плутарх со ссылкой на Эсхина пишет, что «Лисикл, торговец скотом, человек ничтожный сам по себе и низкого происхождения, стал первым человеком в Афинах, потому что жил с Аспасией после смерти Перикла». Исследователи по-разному относятся к этому сообщению: одни признают его достоверность, другие считают вымыслом. Немецкий историк К. Ю. Белох предположил, что Перикл перед смертью поручил Лисиклу заботу об Аспасии. Исследователи М. Генри и Д. Нейлз отмечают, что в Древних Афинах женщина не могла жить без законного господина (др.-греч. κύριος), а Перикл Младший в 429 году до н. э. был ещё слишком мал, чтобы взять на себя такие обязанности по отношению к матери; поэтому Аспасии оставалось или уехать из города, или найти себе нового покровителя. Соответственно появление в её жизни Лисикла неудивительно.
В 428 году до н. э. Лисикл погиб во время похода в Карию. Надёжных данных о дальнейшей судьбе Аспасии в сохранившихся источниках нет. В 400 году до н. э. происходит действие диалога Платона «Менексен», в котором Сократ говорит, что «не далее как вчера» виделся с Аспасией. В платоновских произведениях часто встречаются анахронизмы, но это упоминание всё же может означать, что Аспасия была ещё жива в 400 году до н. э. В таком случае она пережила своего сына, казнённого после суда над стратегами в 406 году до н. э..
Дети
От Перикла Аспасия родила сына, Перикла Младшего. В 429 году до н. э., потеряв во время эпидемии чумы обоих законных сыновей (Ксантиппа и Парала), Перикл добился от Народного собрания признания сына Аспасии полноправным гражданином Афин. Тот в дальнейшем выбирался на почётные должности, в 406 году до н. э. был одним из командующих в битве при Аргинусских островах, но потом его сместили и казнили.
В браке с Лисиклом Аспасия родила сына Пориста.

## Память

### Античность
Аспасия относится к числу немногих женщин V века до н. э., о которых сохранилась хоть какая-то информация. Этим она во многом обязана своей близостью к Периклу. При жизни Аспасию упоминали в древних аттических комедиях, сохранившиеся полностью или частично; несколько позже о ней писали в сократической литературе. Все последующие античные известия об Аспасии восходят к этим двум группам источников.

#### В древней комедии
Древняя аттическая комедия представляет собой особый жанр литературы, отличие которого — нацеленность на обсуждение злободневных вопросов, включая критику современных политиков, поэтов и других чем-либо примечательных личностей. Для этого жанра не существовало границ в том, что касалось правдоподобности сюжета и допустимой критики. Аспасия стала для первых комедиографов удобным объектом высмеивания как чужеземка, чьё поведение отличалось от общепринятого для женщин в патриархальном обществе Древних Афин, как внешне привлекательная спутница «первого гражданина», имевшая неоправданно большое влияние на государственные дела. Её высмеивали в контексте классической истории о мужчине, который бросил жену и детей ради женщины лёгкого поведения, а также упрекали в чрезмерной роскоши.
Если Перикла в комедиях называли «величайшим тираном», «порождением Смуты и Кроноса», высмеивали особенности его внешности, то Аспасию называли «новой Омфалой, Деянирой, Герой». Первым, кто высмеял Аспасию, был Кратин, назвавший её в комедии «Хироны» распутной наложницей: «Геру Распутство рождает ему, наложницу с взглядом бесстыдным. / Имя Аспасия ей». Благодаря комедии Аристофана «Ахарняне» до современников дошёл анекдот, согласно которому разрыв Афин с Мегарой, послуживший одним из поводов к Пелопоннесской войне, был непосредственно связан с Аспасией:
Но вот в Мегарах, после игр и выпивки,
Симефу-девку молодёжь похитила.
Тогда мегарцы, горем распалённые,
Похитили двух девок у Аспасии.
И тут война всегреческая вспыхнула,
Три потаскушки были ей причиною.
И вот Перикл, как олимпиец, молнии
И громы мечет, потрясая Грецию.
Евполид в комедии «Демы» (412 год до н. э.) вернул на сцену великих политиков прошлого. Один из них, Перикл, спрашивает, жив ли его ноф (незаконнорожденный сын), и получает ответ: «Да, был бы мужем он давно, / Но срам страшит его: блуднице он родня».

#### В сократической литературе
Благодаря сократической литературе сформировался образ женщины-мудреца и философа Аспасии. Сократ, по всей видимости, входил в научно-философский кружок интеллектуалов, собиравшихся в доме Аспасии, и его ученики, в первую очередь Платон и Ксенофонт, создали целый жанр литературной прозы. В их диалогах Сократ — один из главных действующих персонажей. В «Менексене» этот философ называет себя учеником Аспасии, от которой он, по его словам, «мог заслужить … побои, если бы проявил забывчивость». Сократ утверждает, что Аспасия «неплохо разбиралась в риторике и вдобавок обучила многих хороших ораторов, среди них — выдающегося оратора эллинов Перикла». Он даже приписывает этой женщине авторство знаменитой Надгробной речи Перикла. Существует мнение, что метод дискуссии Сократа впервые был использован Аспасией. По одной из версий, возлюбленная Перикла стала прототипом Диотимы — мантинейской жрицы, чьи идеи пересказывает Сократ в диалоге «Пир». «Убеждения Диотимы» в изложении Платона стали основой появления понятия «Платоническая любовь».
Ксенофонт дважды упоминает Аспасию, причём оба раза — с большим уважением. В «Воспоминаниях о Сократе» он приписал ей мысль о том, что хорошим свахам надлежит хвалить потенциальных женихов и невест лишь в тех случаях, когда похвала соответствует действительности; в противном случае обманутые люди будут ненавидеть не только друг друга, но и сваху. В «Домострое» Сократ видит в Аспасии идеал рачительной хозяйки.
Эсхин Сократик написал диалог «Аспасия», о содержимом которого учёные делают выводы на основании сохранившихся разрозненных фрагментов. Сократ здесь пересказывает Каллию разговор Аспасии с Ксенофонтом и (отдельно) с его супругой. Аспасия ни в чём не убеждает своих собеседников: она лишь ставит вопросы, ответы на которые очевидны, и тем самым направляет разговор в нужную сторону. Жену Ксенофонта она спрашивает, не предпочтёт ли та одежды и украшения соседки, если они лучше её собственных. Подобный вопрос она задаёт и Ксенофонту, только говорит о доспехах и коне. Последний вопрос касается супруга/супруги, не предпочёл ли бы каждый другого/другую, если тот/та лучше. Вместо ответа жена Сократа краснеет, а Ксенофонт замолкает.
Из вопросов Аспасии напрашивается вывод о том, что необходимо стремиться к самосовершенствованию. Аспасия подталкивает собеседников к этой мысли, обращению к себе. Воспитательной силой в данном случае служит Эрос, так как любовь и боязнь потерять своего мужа/жену должны побуждать человека становиться лучше. Аспасия выбрана центральным персонажем неслучайно: она выступает одновременно в роли мудреца и соблазнителя, и литературный образ здесь полностью соответствует историческому. Одновременно Аспасия воплощает описанные «отцом риторики» Горгием возможности «слова» — убеждение и побуждение. Сократ пересказывает разговор Каллию, чтобы убедить того отдать в обучение Аспасии сына.
В противоположность другим сократикам с критикой Аспасии выступил один из наиболее эксцентричных учеников Сократа Антисфен. Написанный им диалог «Аспасия» представлял собой нападки на Перикла, его детей и окружение.

#### В позднеантичной литературе
Наиболее важным источником о жизни Аспасии является жизнеописание Перикла авторства Плутарха. Несколько раз возлюбленную Перикла упоминает Афиней. Самую положительную характеристику Аспасии дал Лукиан. В его сочинении «О пляске» Сократ не пренебрегает умным словом, даже если оно исходит от женщины и гетеры. В «Изображениях» она вообще представлена идеальной представительницей женского пола: «Знаменитую Аспазию из Милета, на которой был женат сам изумительный олимпиец Перикл, мы поставим как неплохой образец ума; всё, чем отличалась она: знание жизни, острое понимание дел общественных, ум быстрый и проницательный …».
Элегический поэт Гермесианакт (IV—III века до н. э.) в «Леонтионе» приписывает Сократу любовь к Аспасии, переосмыслив тексты сократиков в эротическом контексте:
Так и Сократ, кого Аполлон возгласил величайшим
В мудрости, в силе ума между живущих людей,
Гневной Кипридою был обречён многоогненной страсти:
В глубях своей души он не отыскивал средств
Муку свою облегчить, на пороге Аспасии стоя:
Он, открыватель путей мысли в плетении слов.
Геродик Вавилонский назвал Аспасию «учительницей эротики». Он утверждал, что Аспасия дала совет Сократу о том, как завоевать любовь Алкивиада.

#### В изобразительном искусстве
Достоверных изображений Аспасии не сохранилось. Существуют по меньшей мере несколько скульптурных произведений на эту тему, но они, по всей видимости, не передают истинного облика гетеры. К таковым относится несколько рельефов на римских саркофагах, а также портретная герма, которая экспонируется в музее Пио-Клементино. Герма, на подножии которой надписано имя Аспасии, была найдена в Италии в 1777 году, возможно, она является копией надгробного памятника Аспасии. Лицо женщины, изображенной на герме — округлое, с пухлыми губами и утолщенным носом, и может изображать реальную женщину.
Полностью идеализированное, согласно канонам древнегреческого искусства, лицо мы находим в другом типе скульптуры, имеющим условное название «Аспасия или Афродита Сосандра» или «Анабеблемена» (то есть «Покрытая»). В частности, то, что утраченный оригинал этой статуи был портретным изображением Аспасии, доказывал итальянский археолог Д. Патрони статье 1905 года «Sosandra». Эта статуя пользовалась большой популярностью в древности, о чём свидетельствует большое количество её копий, дошедших до наших дней — около 25 фрагментов. Большинство из этих фрагментов являются изображением одной головы, и ранее считались портретом Аспасии или какой-нибудь римской матроны. В 1953 году в Байях была найдена полноростовая копия статуи, иконография которой подтвердила давнюю версию о том, что это всё-таки изображение богини, известное по античным письменным источникам — «Афродита Сосандра» работы Каламида По манере скульптура принадлежит к строгому стилю высокой классики, что позволяет датировать её периодом около 460 года до н. э. — то есть временем детства реальной Аспасии.

### Раннехристианские авторы и Средневековье
Раннехристианские авторы, которые описывали античную историю, обычно игнорировали Аспасию. Её упоминания содержатся лишь в трудах Климента Александрийского, Синезия Киренского и Феодорита Кирского, но без уточнений о том, что Аспасия была гетерой. Для ранних христиан её личность была крайне противоречивой. С одной стороны, её можно рассматривать в качестве женщины-мудреца и философа, которая повлияла на становление Сократа, а отношение к последнему у ранних христиан было положительным; с другой стороны, Аспасия — гетера, к которой никак не подходит образ кающейся блудницы. Византийский автор XII века Иоанн Цец дал возлюбленной Перикла резко негативную оценку, обвинив её в развязывании Пелопоннесской войны.
В Средние века первой, кто назвала Аспасию примером для подражания, стала Элоиза (около 1100—1164). В первом письме к Пьеру Абеляру она пишет, что хотела бы сама определять свою жизнь, как это делала Аспасия, а также даёт этой гетере высокую оценку как философу. Сравнивая свою любовь к Абеляру с отношениями между Периклом и Аспасией, Элоиза пытается облагородить собственный любовный опыт.
Усиление интереса к Аспасии приходится на XIV—XV века, что связано с переводом текстов Плутарха, в том числе и жизнеописания Перикла.

### В культуре Нового и Новейшего времени
Литература
Образ Аспасии стал популярным в Новое время. А. Таработти, которую называют протофеминисткой, в трактате «Обманутое простодушие» (1654) сетует на то, что многие великие женщины незаслуженно забыты; к таковым она относит и Аспасию. Английская писательница XVII века Б. Мэйкин, которую считают одной из первых, заговоривших о праве женщин на образование, назвала Аспасию музой Перикла. По её мнению, именно Аспасия превратила своего возлюбленного из великого воина в блестящего оратора, государственного деятеля и философа. Вымышленная переписка Аспасии с Алкивиадом содержится в романе Кребийона-младшего «Письма афинян» (1771). Гетера стала персонажем романа К. М. Виланда «История Агатона» (1766/67), где изображена как высокообразованная женщина. Она действует и в ряде опер (в первую очередь французских), написанных в конце XVIII — начале XIX веков.
В эпоху романтизма была переосмыслена история любви Аспасии и Перикла. Итальянский поэт Д. Леопарди посвятил ей цикл стихов (1833—1835), ставший знаменитым. В 1836 году вышел роман «Филотея» американской писательницы Л. Чайлд, действие которого происходит в Афинах в эпоху Перикла; в числе героев есть и Аспасия. В 1876 году австрийский драматург Р. Гаммерлинг опубликовал роман «Аспасия», где постарался воссоздать ментальные стереотипы представителей различных слоёв древнегреческого общества, в 1912 году француз Ж.-М. Лентильон написал одноимённую трагедию в духе неоклассицизма.
В XX веке произошла определённая политизация образа, помещённого в контекст борьбы за мир и за женскую эмансипацию. Так, американский драматург Д. К. Кук в 1918 году издал пьесу «Афинские женщины» (с отсылками к «Лисистрате» Аристофана), в которой Аспасия возглавляет антивоенную демонстрацию. Латышская поэтесса Йоха́нна Эми́лия Лизе́те Ро́зенберга (1865—1943) взяла псевдоним Аспасия. Возлюбленная Перикла стала персонажем романов Г. Атертон («Бессмертная свадьба», 1927), Г. Д. Гулиа («Человек из Афин», 1969), А. И. Домбровского («Перикл», 2002).
Живопись
Начиная с эпохи Раннего Нового времени Аспасию достаточно часто изображали живописцы; на картинах она предстаёт как красивая и одновременно умная женщина. В 1794 году французская художница М. Бульяр создала автопортрет в образе Аспасии, сидящей со свитком в одной руке (это подчёркивает её образованность) и с зеркалом в другой. Через несколько лет другой французский художник Н. А. Монсио изобразил философский диспут между Сократом и Аспасией. К этому персонажу обращались и другие знаменитые художники, причём выделяются три основных сюжета.
- Аспасия как заказчица или оценщица произведений искусства (как правило, вместе с Периклом). Этот сюжет использовали Луи Гектор Леру[англ.] («Перикл и Аспасия в мастерской Фидия», 1811/13), Л. Альма-Тадема («Фидий показывает фрески Парфенона своим друзьям», 1868)[82].
- Аспасия как гетера. Сократ находит в её доме и в её объятиях своего юного ученика Алкивиада; философ и Аспасия предстают в этом случае как олицетворения двух разных концепций Эроса, интеллектуальной и сексуализированной. Картины на эту тему написали, в частности, Ж.-Б. Рено (1785), Ж.-Л. Жером (1861)[85].
- Аспасия как образованная и одарённая женщина в окружении интеллектуалов-мужчин. Этот сюжет использовали М. Корнель («Аспасия разговаривает с греческими философами», 1671—1680), Э. Лебицки (фриз Афинского университета, 1880)[86].

### В астрономии
В честь Аспасии назван астероид (409) Аспасия, открытый 9 декабря 1895 года французским астрономом Огюстом Шарлуа в обсерватории Ниццы.

### Исследования
- Алымова Е. В. Эсхин из Сфетта и традиция сократического диалога // Платоновские исследования. — 2017. — Т. 7, № 2. — С. 97—116. — ISSN 2619-0745.
- Белох К. Ю. Греческая история: в 2 т. / пер с нем. М. О. Гершензона, под ред. и со вступ. ст. Ю. И. Семенова. — М.: Гос. публ. ист. б-ка России, 2009. — Т. 1. — ISBN 978-5-85209-214-4.
- Бузескул В. П. История афинской демократии / Вступ. ст. Э. Д. Фролова; науч. редакция текста Э. Д. Фролова, Μ. М. Холода. — СПб.: ИЦ «Гуманитарная Академия», 2003. — 480 с. — (Studia Classica). — ISBN 5-93762-021-6.
- Золина Е. Н. Исторический роман и его гуманитарно-образовательный потенциал (на материале немецкой исторической беллетристики второй половины XIX века) // Вестник Ивановского государственного энергетического университета. — Ивановский государственный энергетический университет им. В.И. Ленина, 2006. — Вып. 1. — С. 1—5. — ISSN 2072-2672.
- Лихтер П. Л. Предпосылки принципов конституционного права в философии древнегреческих мыслителей // Социально-политические науки. — Издательский дом Юр-ВАК, 2016. — № 4. — С. 201—204. — ISSN 2310-7065.
- Мочалова И. Н. Антисфен как наследник Сократа: к вопросу о сократической пайдейе // Платоновские исследования. — 2019. — Т. 11, № 2. — С. 117—136. — ISSN 2619-0745.
- Рожанский И. Д. Анаксагор. — М.: Мысль, 1983. — 142 с. — (Мыслители прошлого).
- Рыканцова О. А. Образ Перикла в древнеаттической комедии // Учёные записки Казанского университета. Серия «Гуманитарные науки». — 2020. — Т. 162, № 3. — С. 56—71.
- Сукало А. А. Социальные девиации: проституция и гетеризм в культурно-досуговом ракурсе // Вестник Санкт-Петербургского государственного института культуры. — Санкт-Петербургский государственный институт культуры, 2016. — Вып. 26, № 1. — С. 73—79. — ISSN 2619-0303.
- Суриков И. Е. Античная Греция: политики в контексте эпохи. Время расцвета демократии / отв. ред. Л. П. Маринович; Ин-т всеобщ. истории. — М.: Наука, 2008. — 383 с. — ISBN 978-5-02-036984-9.
- Суриков И. Е. Античная Греция: политики в контексте эпохи. На пороге нового мира. — М.: Русский фонд содействия образованию и науке, 2015. — 392 с. — ISBN 978-5-91244-140-0.
- Ушакова Е. В., Каличникова О. Б. Работы первых английских феминисток в защиту женского образования (на примере трактата Батсуа Мейкин) // Проблемы современного образования. — Московский педагогический государственный университет, 2019. — № 6. — С. 158—166. — ISSN 2218-8711.
- Ярхо В. Н. Древняя аттическая комедия // История всемирной литературы: В 9 томах / Ред. коллегия тома: И. С. Брагинский (ответственный ред.), Н. И. Балашов, М. Л. Гаспаров, П. А. Гринцер. — М.: Наука, 1983. — Т. 1. — С. 370—372.
- Bicknell P. J. Axiochos Alkibiadou, Aspasia and Aspasios (англ.) // L'Antiquité Classique. — 1982. — Vol. 51. — P. 240—250. — JSTOR 41652643.
- Henry M. M. Prisoner of History: Aspasia of Miletus and Her Biographical Tradition (англ.). — New York; Oxford: Oxford University Press, 1995. — ISBN 0-19-508712-7.
- Judeich W.[нем.]. Aspasia 1 // Paulys Realencyclopädie der classischen Altertumswissenschaft :  [нем.] / Georg Wissowa. — Stuttgart : J. B. Metzler’sche Verlagsbuchhandlung, 1896. — Bd. II, 2. — Kol. 1716—1721.
- Miltner F. Perikles 2 :  [нем.] / Georg Wissowa // Paulys Realencyclopädie der classischen Altertumswissenschaft. — Stuttgart : J. B. Metzler’sche Verlagsbuchhandlung, 1937. — Bd. XIX, 1. — Kol. 790—791.
- Nails Debra[англ.]. Aspasia // The people of Plato: a prosopography of Plato and other Socratics (англ.). — Indianapolis, IN: Hackett Publishing Company, Inc., 2002. — P. 58—62. — ISBN 0-87220-564-9.
- Patterson C. B. Those Athenian Bastards (англ.) // Classical Antiquity. — Berkley: University of California Press, 1990. — Vol. 9, no. 1. — P. 40—73. — doi:10.2307/25010920. — JSTOR 25010920.
- Saletti Cesare. "L'Afrodite Sosandra" di Calamide: la testa di Pavia (итал.) // Arte Lombarda, Nuova serie. — Vita e Pensiero — Pubblicazioni dell’Università Cattolica del Sacro Cuore, 1999. — Fasc. 127, n. 3. — P. 68—73. — JSTOR 43132425.
- Simonis A. Aspasia (нем.) // Historische Gestalten der Antike. Rezeption in Literatur, Kunst und Musik. — Stuttgart, Weimar: Verlag J. B. Metzler, 2013.
- Wider K. Women Philosophers in the Ancient Greek World: Donning the Mantle (англ.) // Hypatia. — Wiley, 1986. — Vol. 1, no. 1. — P. 21—62. — JSTOR 3810062.